# Nationaldivisioun (2010/2011)
Nationaldivisioun 2010/2011 (oficjalnie znana jako BGL Ligue ze względów sponsorskich) – była 97. edycją najwyższej klasy rozgrywkowej w Luksemburgu. Brało w niej udział 14 drużyn, które w okresie od 7 sierpnia 2010 do 20 maja 2011 rozegrały 26 kolejek meczów. Sezon zakończyły baraże o miejsce w przyszłym sezonie w Nationaldivisioun. Obrońcą tytułu była drużyna Jeunesse Esch. Mistrzostwo po raz dziewiąty w historii zdobyła drużyna F91 Dudelange.

## Drużyny
| Uczestnicy poprzedniej edycji                                                                                 | Uczestnicy poprzedniej edycji | Uczestnicy poprzedniej edycji | Uczestnicy poprzedniej edycji |
| --- | ----------------------------- | ----------------------------- | ----------------------------- |
| JES | Jeunesse Esch                 | 1                             |                               |
| DUD | F91 Dudelange                 | 2                             |                               |
| GRE | CS Grevenmacher               | 3                             |                               |
| DIF | FC Differdange 03             | 4                             |                               |
| RMH | RM Hamm Benfica               | 5                             |                               |
| FOL | Fola Esch                     | 6                             |                               |
| RAC | Racing FC                     | 7                             |                               |
| ETZ | Etzella Ettelbruck            | 8                             |                               |
| PÉT | CS Pétange                    | 9                             |                               |
| SWI | Swift Hesperange              | 10                            |                               |
| PRO | Progrès Niedercorn            | 11                            |                               |
| Zwycięzca baraży o Nationaldivisioun                                                                          |                               |                               |                               |
| KÄE | UN Käerjéng 97                | 12                            |                               |
| Awans z Éierepromotioun 2009/2010                                                                             |                               |                               |                               |
| WIL | FC Wiltz 71                   | 1                             |                               |
| JEC | Jeunesse Canach               | 2                             |                               |
| Oznaczenia: - kolumna pierwsza – skróty nazw drużyn, - kolumna trzecia – miejsce zajęte w poprzednim sezonie. |                               |                               |                               |

## Tabela
| Lp. | Drużyna                | M  | Z  | R | P  | B+ | B- | +/– | Pkt | Kwalifikacja lub spadek                     |
| --- | ---------------------- | -- | -- | - | -- | -- | -- | --- | --- | ------------------------------------------- |
| 1   | F91 Dudelange (M)      | 26 | 19 | 2 | 5  | 76 | 23 | +53 | 59  | Liga Mistrzów UEFA • I runda kwalifikacyjna |
| 2   | Fola Esch              | 26 | 14 | 5 | 7  | 48 | 28 | +20 | 47  | Liga Europy UEFA • I runda kwalifikacyjna   |
| 3   | UN Käerjeng 97         | 26 | 13 | 5 | 8  | 53 | 35 | +18 | 44  | Liga Europy UEFA • I runda kwalifikacyjna   |
| 4   | Differdange 03 (P)     | 26 | 12 | 7 | 7  | 51 | 37 | +14 | 43  | Liga Europy UEFA • II runda kwalifikacyjna  |
| 5   | Progrès Niedercorn     | 26 | 12 | 5 | 9  | 43 | 43 | 0   | 41  |                                             |
| 6   | Grevenmacher           | 26 | 11 | 6 | 9  | 43 | 39 | +4  | 39  |                                             |
| 7   | Pétange                | 26 | 10 | 8 | 8  | 37 | 36 | +1  | 38  |                                             |
| 8   | Jeunesse Esch          | 26 | 10 | 7 | 9  | 40 | 37 | +3  | 37  |                                             |
| 9   | RM Hamm Benfica        | 26 | 11 | 3 | 12 | 47 | 46 | +1  | 36  |                                             |
| 10  | Swift Hesperange       | 26 | 9  | 4 | 13 | 38 | 49 | −11 | 31  |                                             |
| 11  | Racing FC              | 26 | 8  | 5 | 13 | 38 | 38 | 0   | 29  |                                             |
| 12  | Wiltz (B, S)           | 26 | 8  | 2 | 16 | 38 | 78 | −40 | 26  | Baraże o Nationaldivisioun                  |
| 13  | Etzella Ettelbruck (S) | 26 | 5  | 6 | 15 | 31 | 60 | −29 | 21  | Spadek do Éierepromotioun                   |
| 14  | Jeunesse Canach (S)    | 26 | 5  | 5 | 16 | 28 | 62 | −34 | 20  | Spadek do Éierepromotioun                   |

## Wyniki
| Gospodarz \ Gość   | DIF | DUD | ETZ | FOL | GRE | JEC | JEU | KÄE | PET | PRO | RAC | RMH | SWI | WIL  |
| ------------------ | --- | --- | --- | --- | --- | --- | --- | --- | --- | --- | --- | --- | --- | ---- |
| Differdange 03     |     | 0–1 | 1–2 | 0–3 | 2–2 | 4–0 | 3–0 | 2–1 | 1–1 | 1–2 | 0–2 | 3–1 | 3–0 | 4–4  |
| F91 Dudelange      | 3–4 |     | 4–1 | 3–0 | 0–3 | 2–0 | 2–0 | 1–2 | 3–0 | 5–1 | 3–2 | 4–2 | 2–0 | 15–0 |
| Etzella Ettelbruck | 2–2 | 1–1 |     | 1–2 | 0–4 | 1–1 | 0–0 | 0–1 | 0–2 | 2–2 | 2–3 | 2–2 | 2–3 | 1–3  |
| Fola Esch          | 1–2 | 0–3 | 5–0 |     | 1–1 | 1–2 | 3–2 | 2–0 | 1–1 | 1–1 | 3–0 | 1–1 | 4–2 | 4–0  |
| Grevenmacher       | 0–2 | 0–3 | 1–2 | 1–2 |     | 1–1 | 2–2 | 0–0 | 1–0 | 1–2 | 1–0 | 1–2 | 1–3 | 4–1  |
| Jeunesse Canach    | 1–3 | 2–2 | 1–2 | 0–3 | 0–1 |     | 1–1 | 2–4 | 1–3 | 1–0 | 3–2 | 2–4 | 2–1 | 1–5  |
| Jeunesse Esch      | 1–2 | 1–0 | 0–1 | 1–1 | 1–3 | 2–0 |     | 4–0 | 2–1 | 2–2 | 0–1 | 2–1 | 4–1 | 0–2  |
| UN Käerjeng 97     | 2–2 | 1–3 | 6–1 | 1–2 | 5–1 | 5–0 | 1–1 |     | 0–0 | 3–4 | 1–1 | 1–0 | 4–1 | 5–1  |
| Pétange            | 1–4 | 1–0 | 2–1 | 1–0 | 2–2 | 2–3 | 1–1 | 1–0 |     | 1–0 | 2–2 | 2–5 | 1–3 | 5–1  |
| Progrès Niedercorn | 2–4 | 1–5 | 3–2 | 2–1 | 1–3 | 2–0 | 1–3 | 2–1 | 1–2 |     | 1–0 | 5–2 | 2–0 | 0–1  |
| Racing FC          | 1–1 | 0–2 | 5–1 | 0–2 | 0–1 | 4–2 | 4–1 | 1–3 | 0–2 | 0–0 |     | 0–1 | 0–0 | 1–3  |
| RM Hamm Benfica    | 2–0 | 0–1 | 1–0 | 1–2 | 3–2 | 4–1 | 1–3 | 1–2 | 2–2 | 0–1 | 0–4 |     | 2–0 | 4–0  |
| Swift Hesperange   | 0–0 | 0–3 | 4–2 | 0–2 | 2–3 | 2–0 | 1–2 | 2–3 | 0–0 | 2–2 | 2–1 | 4–2 |     | 2–1  |
| Wiltz              | 2–1 | 1–5 | 1–2 | 2–1 | 2–3 | 1–1 | 2–4 | 0–1 | 2–1 | 0–3 | 1–4 | 1–3 | 1–3 |      |

## Baraże o Nationaldivisioun
W barażach o Nationaldivisioun zagrały 12. zespół ligi – FC Wiltz 71 – i 3. zespół Éierepromotioun – US Hostert. Po dogrywce miał miejsce remis 1:1, doszło więc do rzutów karnych, w których 6:4 zwyciężył US Hostert.
| 28 maja 2011 | US Hostert · Pintar 116' | 1:1 po dogrywce k. 6:4(0:0, 0:0, 0:0)Raport | FC Wiltz 71 · 119' Kouayep |  |
|              |                          |                                             |                            |  |

## Najlepsi strzelcy
| Bramki | Strzelcy            | Drużyna                    |
| ------ | ------------------- | -------------------------- |
| 18     | Sanel Ibrahimović   | Wiltz                      |
| 16     | Daniel da Mota      | F91 Dudelange              |
| 16     | Aurélien Joachim    | Differdange 03             |
| 16     | Romain Zéwé         | UN Käerjéng 97             |
| 15     | Tomasz Gruszczyński | F91 Dudelange              |
| 14     | Nicolas Caldieri    | Progrès Niedercorn         |
| 14     | Samir Louadj        | CS Grevenmacher            |
| 12     | Lévy Rougeaux       | Racing FC Union Luksemburg |
| 12     | Sofian Benzouien    | F91 Dudelange              |
| 11     | Djilali Kehal       | RM Hamm Benfica            |
| 11     | Johan Sampaio       | Swift Hesperange           |
| 11     | Gustav Schulz       | Swift Hesperange           |

Źródło: